# Girolamo Pisano
Girolamo Pisano (Salerno, 11 aprile 1974) è un politico italiano.

## Biografia
Si laurea in ingegneria elettronica nel 2001 presso l'università di Salerno discutendo una tesi sui sistemi intelligenti di trasporto pubblico. Per un anno collabora alle attività di ricerca per dedicarsi poi a tempo pieno, come responsabile della produzione, all'azienda di famiglia, che si occupa di installazione e manutenzione di ascensori. Nel 2005 consegue un diploma IPSOA al master in direzione aziendale per ingegneri.
Dal 2006 inizia ad interessarsi di attivismo politico e si avvicina alle tematiche trattate da Beppe Grillo, partecipando al meetup "Amici di Beppe Grillo" di Salerno e prendendo parte ai V-Day e alle iniziative locali. Si candida come consigliere alle elezioni regionali in Campania del 2010 nella lista del neo-costituito Movimento 5 Stelle, senza essere eletto. In quegli anni intensifica la propria partecipazione alle attività del promosse dal partito.
Alle elezioni politiche del 2013 viene eletto deputato della XVII legislatura della Repubblica Italiana nella Circoscrizione Campania 2 per il Movimento 5 Stelle. Durante il mandato assume spesso posizioni critiche nei confronti dei vertici del M5S per la scelta di espellere Federico Pizzarotti, la politica sugli immigrati e l'avvicinamento alle posizioni della Lega. 
In occasione delle elezioni politiche del 2018 decide di non ricandidarsi.